# Strade Bianche 2015
La Strade Bianche 2015, nona edizione della corsa, valida come evento dell'UCI Europe Tour 2015 si svolse il 7 marzo 2015 su un percorso totale di 197 km, per la prima volta inserita nella classe 1.HC, la massima categoria continentale. La vittoria fu appannaggio del ceco Zdeněk Štybar, il quale completò il percorso in 5h22'13" alla media di 37,240 km/h, precedendo il belga Greg Van Avermaet e lo spagnolo Alejandro Valverde.

## Percorso
La gara vede confermata la sede di partenza di San Gimignano. Come da tradizione il traguardo d'arrivo è posto a Siena nella celebre Piazza del Campo, per una distanza complessiva di 197 km, percorrendo la componente più caratteristica della corsa, le strade bianche, per un totale di circa 50 km, suddiviso in dieci settori. Il percorso del 2015 ricalca perfettamente lo stesso dell'edizione 2014.
Pertanto il percorso è caratterizzato, oltre che dallo sterrato, da un tracciato molto ondulato e accidentato caratterizzato da numerose curve. Il maggior tratto di salita, 4 km al 5%, è rappresentato dall'ascesa che da Buonconvento giunge a Montalcino. A due Km dall'arrivo ha inizio l'ultima salita di Porta di Fontebranda con pendenza al 9%-10%. La pendenza massima è posta in via di Santa Caterina (16%) a 500 metri dal traguardo finale di Piazza del Campo che si raggiunge in leggera discesa percorrendo via Banchi di Sotto e via Rinaldini.
Settori di strade bianche
| Settore Numero | Nome               | Chilometri          | Lunghezza (km) | Categoria         |
| -------------- | ------------------ | ------------------- | -------------- | ----------------- |
| 1              | San Leonardo       | dal 32,6 al 34,9    | 2,2            | * · *             |
| 2              | Vidritta           | dal 48,5 al 50,6    | 2,1            | *                 |
| 3              | Bagnaia            | dal km 55,6 al 61,6 | 5,9            | * · * · * · *     |
| 4              | Radi               | dal 67,8 al 72,2    | 4,4            | * · *             |
| 5              | Str. Com. di Murlo | dal 78,3 al 84      | 5,5            | *                 |
| 6              | Lucignano d'Asso   | dal 120,5 al 129,7  | 9,5            | * · * · *         |
| 7              | Monte Sante Marie  | dal 147 al 158,5    | 11,5           | * · * · * · * · * |
| 8              | Monteaperti        | dal 167 al 167,8    | 0,8            | *                 |
| 9              | Colle Pinzuto      | dal 177,7 al 181,4  | 2,4            | * · * · * · *     |
| 10             | Le Tolfe           | dal 183,8 al 184,9  | 1,1            | * · * · *         |

## Squadre e corridori partecipanti
Partecipano alla prova venti formazioni composte da un massimo di otto ciclisti: tredici WorldTeam, sei squadre Professional e una Nazionale italiana composta da tre fuoristradisti (Marco Aurelio Fontana, Luca Braidot e Nicholas Pettinà), un Elite (Marco Canola) e due Under-23 (Simone Velasco e Seid Lizde).
| N.    | Cod. | Squadra                      |
| ----- | ---- | ---------------------------- |
| 1-8   | ALM  | AG2R La Mondiale             |
| 11-18 | AND  | Androni Giocattoli-Venezuela |
| 21-28 | AST  | Astana Pro Team              |
| 31-38 | BAR  | Bardiani-CSF                 |
| 41-48 | BMC  | BMC Racing Team              |
| 51-58 | EQS  | Etixx-Quick Step             |
| 61-68 | LAM  | Lampre-Merida                |
| 71-78 | MOV  | Movistar Team                |
| 81-86 | ITA  | Nazionale italiana           |
| 91-98 | NIP  | Nippo-Vini Fantini           |

| N.      | Cod. | Squadra                    |
| ------- | ---- | -------------------------- |
| 101-108 | OGE  | Orica-GreenEDGE            |
| 111-118 | RVL  | RusVelo                    |
| 121-128 | STH  | Southeast Pro Cycling Team |
| 131-138 | TCG  | Team Cannondale-Garmin     |
| 141-148 | KAT  | Team Katusha               |
| 151-158 | TLJ  | Team Lotto NL-Jumbo        |
| 161-168 | TNN  | Team Novo Nordisk          |
| 171-178 | SKY  | Team Sky                   |
| 181-188 | TCS  | Tinkoff-Saxo               |
| 191-198 | TFR  | Trek Factory Racing        |

## Resoconto degli eventi
La corsa fu caratterizzata inizialmente dalla fuga di otto ciclisti: Julián Arredondo, Giacomo Berlato, Stefano Pirazzi, Daniele Colli, Giuseppe Fonzi, Artem Ovechkin, Ilia Koshevoy e David Lozano. Il loro vantaggio massimo fu toccato al km 55 con 7'36" sul gruppo guidato principalmente dagli uomini della Movistar. La corsa entrò nel vivo con il tratto in sterrato di Monte Sante Marie dove i fuggitivi venivano raggiunti e si avvantaggiavano, sotto la spinta di Diego Rosa, Alejandro Valverde, Zdeněk Štybar, Peter Sagan, Sep Vanmarcke, Greg Van Avermaet, Magnus Cort Nielsen, Nathan Haas e Fabian Cancellara. Sul gruppetto di testa rinvenne il solo Daniel Oss, poco prima della fuga di Sagan, Štybar e Valverde, tutti tra i favoriti alla vittoria finale. Il loro vantaggio giunse fino ai 20", però non sufficienti ad evitare il ricongiungimento con gli inseguitori.
Nello sterrato di Monteaperti cedette di schianto Sagan imitato nel successivo tratto di strada bianca di Monte Pinzuto da Cancellara. Gli ultimi chilometri furono pertanto guidati dal terzetto costituito da Valverde, Van Avermaet e Štybar. Come prevedibile era la salita di Santa Caterina a determinare il podio d'arrivo. Allo scatto secco di Van Avermaet nel punto di massima pendenza, mentre Valverde si piantava, Štybar resisteva alla sua ruota superandolo prima degli ultimi duecento metri dall'arrivo. Zdeněk Štybar arrivò sul traguardo di Piazza del Campo a braccia alzate.

## Ordine d'arrivo (Top 10)[1]
| Pos. | Corridore          | Squadra    | Tempo    |
| ---- | ------------------ | ---------- | -------- |
| 1    | Zdeněk Štybar      | Quick Step | 5h22'13" |
| 2    | Greg Van Avermaet  | BMC        | a 2"     |
| 3    | Alejandro Valverde | Movistar   | a 18"    |
| 4    | Sep Vanmarcke      | BMC        | a 46"    |
| 5    | Diego Rosa         | Astana     | a 56"    |
| 6    | Oscar Gatto        | Androni    | a 59"    |
| 7    | Rigoberto Urán     | Quick Step | s.t.     |
| 8    | Fabio Felline      | Trek       | a 1'02"  |
| 9    | Przemysław Niemiec | Lampre     | a 1'03"  |
| 10   | Giampaolo Caruso   | Katusha    | s.t.     |